# Alexei Koșelev
Alexei Koșelev (sinh ngày 19 tháng 11 năm 1993) là một cầu thủ bóng đá người Moldova hiện tại thi đấu cho câu lạc bộ Hà Lan Fortuna Sittard ở vị trí thủ môn. Anh cũng là một thành viên của Đội tuyển quốc gia Moldova.

## Sự nghiệp

### Sheriff Tiraspol
Vào mùa hè năm 2015 Koșelev ký hợp đồng cho FC Sheriff Tiraspol. Trong mùa giải đầu tiên, anh có 25 trận ra sân tại Giải bóng đá vô địch quốc gia Moldova, thủng lưới 10 bàn và có 15 trận giữ sạch lưới. Thành tích cuar anh giúp Sheriff bảo vệ thành công chức vô địch mùa giải 2015–16 và 2016–17.

## Sự nghiệp quốc tế
Koșelev ra sân 18 lần cho đội tuyển U-21 quốc gia Moldova. Anh thể hiện xuất sắc tại chiến dịch Vòng loại Giải vô địch bóng đá U-21 châu Âu 2015, có 6 trận giữ sạch lưới trong tổng số 10 trận vòng loại.
Năm 2015, anh có màn ra mắt cho đội tuyển quốc gia Moldova trong trận vòng loại với Nga.

## Danh hiệu

### Sheriff Tiraspol
- Giải bóng đá vô địch quốc gia Moldova: 2015–16, 2016–17
- Cúp bóng đá Moldova: 2016–17